# 渡辺脩
渡辺 脩（わたなべ おさむ、1933年 - ）は、日本の弁護士（東京弁護士会所属）。

## 人物
1933年生まれ。一橋大学社会学部卒。1961年に東京弁護士会に登録。横山昭二と同期。青梅事件・辰野事件・仁保事件の無罪判決を始め、長年数多くの刑事事件の弁護活動に従事する。日本弁護士連合会では、「刑法『改正』阻止実行委員会」事務局長・副委員長を務め、「弁護人抜き裁判」特例法案阻止対策本部で事務局次長、国家秘密等情報問題対策委員会委員長、日弁連刑事法制委員会副委員長などを歴任。
1995年より2004年2月の最終判決までオウム真理教麻原彰晃被告の国選弁護人として弁護団団長を務めた。最後の被告人質問で「弁護人はすべて、あなたを優れた宗教家であると認めているから質問している。そうでないとこんな質問はしない！」と述べた。

## 著書
- 『刑事弁護雑記帳』 日本評論社 (1998)
- 『麻原裁判の法廷から』 晩聲社 (1998)　　　和多田進との共著（対談本）
- 『麻原を死刑にしてそれで済むのか』 三五館 (2004)